# Ålborghus län
Ålborghus län (danska:  Aalborghus Len) var fram till 1662 ett danskt län. Det omfattade Horns, Kærs, Hvetbo, Östra hans, Slets, Hornum, Fleskum, Års, Hellums och Hindsteds härader, liksom Hannæs och Læasø birk.